# Ulinzi Stars FC
El Ulinzi Stars Football Club es un equipo de fútbol de Kenia que juega en la Liga Keniana de Fútbol, la liga de fútbol más importante del país.

## Historia
Fue fundado en el año 1995 a raíz de la fusión de los equipos Waterworks, Scarlet (equipo que representaba al tercer batallón de rífles en Lanet), Kahawa United (conocido como Kahawa Barracks), Silver Strikers (12.º maquinistas, de Thika), Kenya Navy (de Mombasa) y Spitfire (Fuerza Aérea de Kenia, en Moi Air Base, Nairobi). Es el equipo representativo de la Fuerza Armada de Kenia y ha clasificado a los Juegos Militares Mundiales del 2011 y posee representación en rugby, balonmano, baloncesto y voleibol.
Ha sido campeón de liga en 4 ocasiones y ha ganado el torneo de copa en 1 ocasión. Ha participado en 3 torneos continentales, donde nunca avanzó más allá de la primera ronda.

## Palmarés
- Liga Keniana de Fútbol: 4

2003, 2004, 2005, 2010
- Copa Top 8: 1

2011

## Participación en competiciones de la CAF
| Temporada | Torneo                       | Ronda      | Club              | Casa  | Visita | Global      |
| --------- | ---------------------------- | ---------- | ----------------- | ----- | ------ | ----------- |
| 2004      | Liga de Campeones de la CAF  | Preliminar | AS Vita Club      | w.o.1 | w.o.1  | w.o.1       |
| 2011      | Liga de Campeones de la CAF  | Preliminar | Zamalek SC        | 0-4   | 0-1    | 0-5         |
| 2017      | Copa Confederación de la CAF | Preliminar | Al-Hilal Benghazi | 1-0   | 0-1    | 1-1 (5-4 p) |
| 2017      | Copa Confederación de la CAF | 1          | Smouha SC         | 3-0   | 0-4    | 3-4         |

1- Ulinzi Stars abandonó el torneo.

## Jugadores

### Jugadores destacados
- McDonald Mariga